# LWL-Klinik Marl-Sinsen
Die LWL-Klinik Marl-Sinsen, häufig einfach nur Haardklinik genannt, ist eine 1966 gegründete Einrichtung des Landschaftsverbands Westfalen-Lippe (LWL). Sie ist eine der größten Fachkliniken für Kinder- und Jugendpsychiatrie, Psychotherapie und Psychosomatik in Deutschland. Die Klinik ist akademisches Lehrkrankenhaus der deutschen Niederlassung der Universität für Medizin, Pharmazie, Naturwissenschaften und Technik Târgu Mureș (Neumarkt a. M.).

## Standorte
Der Hauptstandort der Klinik liegt im Naherholungsgebiet der Haard zwischen Marl-Sinsen und Haltern am See. Hier stehen auf einem rund 33 ha großen, parkähnlichen Areal 119 vollstationäre Plätze für die Behandlung von Kindern und Jugendlichen im Alter bis zu 18  Jahren, in Ausnahmefällen bis 21 Jahren, zur Verfügung.

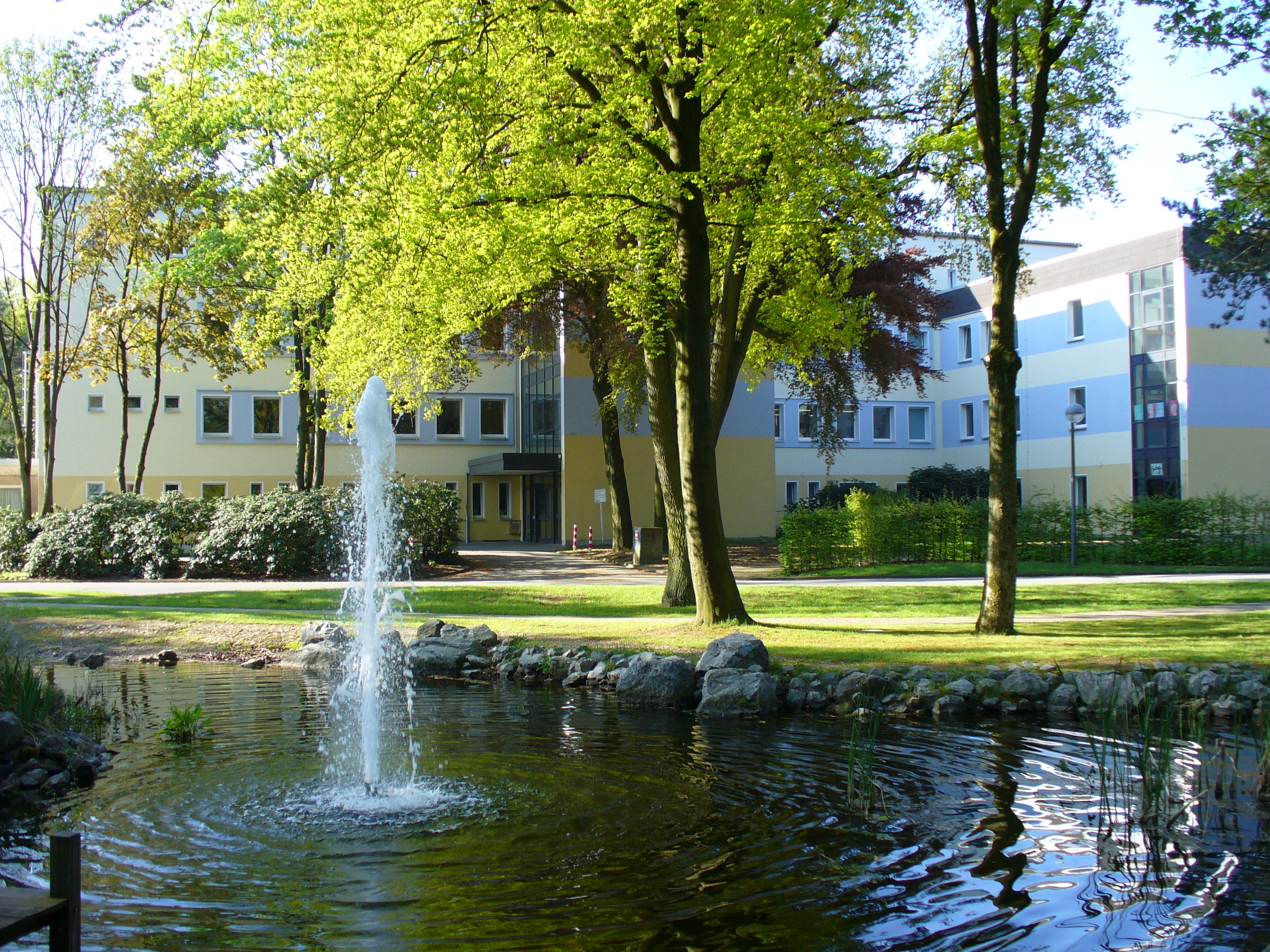
LWL-Klinik-Marl, Blick über den Teich auf Haus 6

An den sechs Tagesklinikstandorten in Gronau, Borken, Coesfeld, Recklinghausen, Herne und Bottrop stehen jeweils zehn bis zwölf weitere Behandlungsplätze zur Verfügung. Eine enge Zusammenarbeit besteht mit der LWL-Elisabeth-Klinik für Kinder- und Jugendpsychiatrie, Psychotherapie und Psychosomatik in Dortmund, sowie mit der LWL-Universitätsklinik für Kinder- und Jugendpsychiatrie, Psychotherapie und Psychosomatik in Hamm. Der Kaufmännische Direktor der Haardklinik ist für alle drei Kliniken zuständig.
Die LWL-Haardklinik leistet die jugendpsychiatrische Pflichtversorgung für den Einzugsbereich der Kreise Coesfeld und Borken, Teile des Kreises Recklinghausen mit den Städten Recklinghausen, Dorsten, Gladbeck, Haltern am See, Herten und Marl sowie die kreisfreien Städte Bottrop, Gelsenkirchen und Herne.

## Therapie, Betreuung & Behandlung

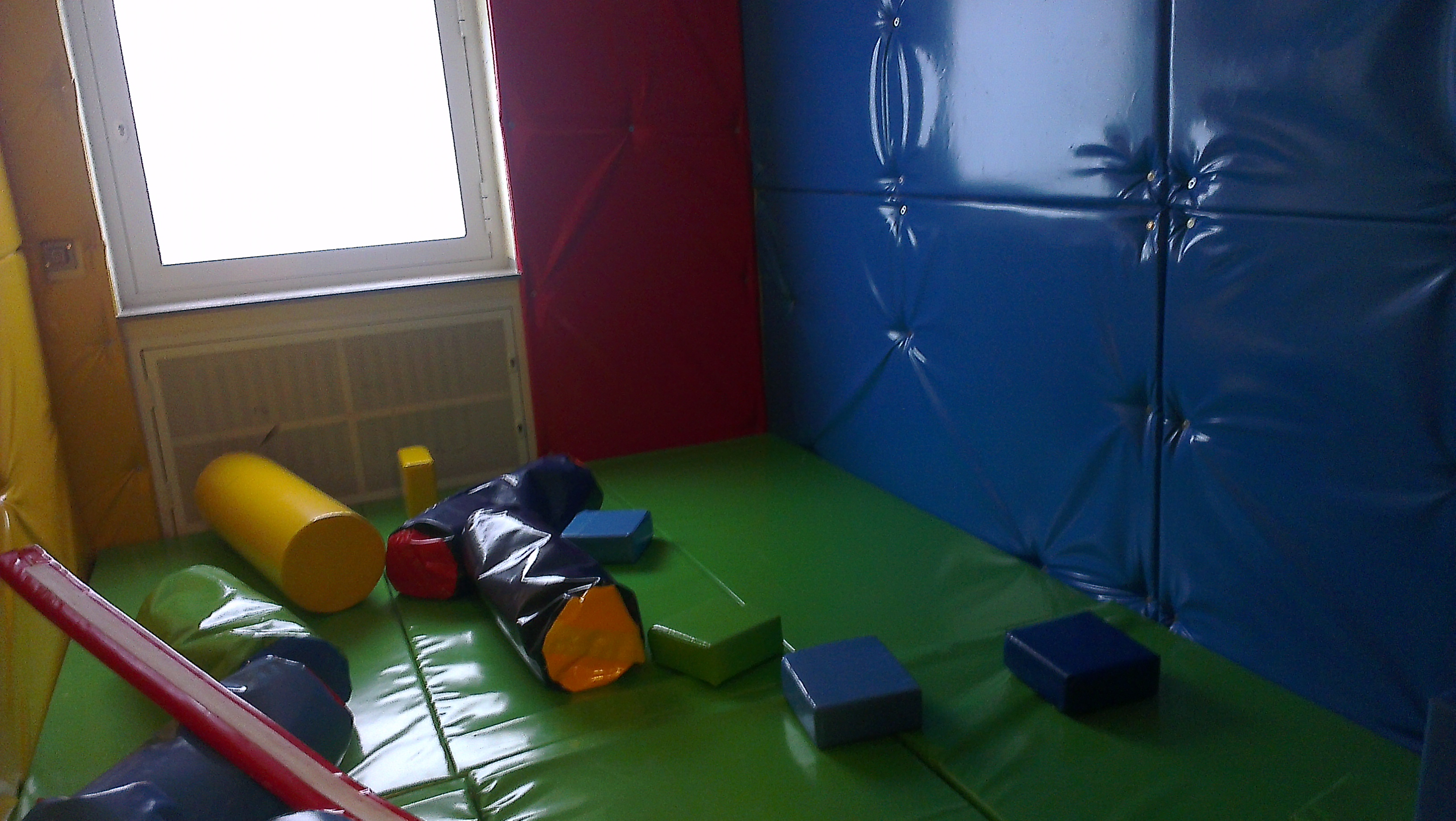
Kriseninterventionsraum der LWL-Klinik Marl-Sinsen

Die LWL-Klinik Marl-Sinsen behandelt sämtliche Krankheitsbilder aus dem Spektrum der Kinder- und Jugendpsychiatrie differenziert in speziellen Milieus. Zum Angebot gehören Ergotherapie, Arbeitstherapie, Montessori-Entwicklungstherapie, Körpertherapie, Sporttherapie, Tanztherapie, Reittherapie,  Musiktherapie, Kunsttherapie, Snoezelen und tiergestützte Therapie, sowie die Möglichkeit einer Beschulung in der Schule am Klinikstandort.
Die LWL-Haardklinik verfügt insgesamt über 12 Stationen zur Behandlung und Therapie unterschiedlicher Störungsbilder bei Kindern und Jugendlichen.
Drei Stationen widmen sich der Therapie von Kleinkindern bis zum Grundschulalter. Eine Station steht bereits für Kleinkinder ab sechs Monaten und ihre Sorgeberechtigten zur Verfügung. Behandlungsschwerpunkte sind emotionale Störungen, Störungen des Sozialverhaltens und Bindungsstörungen.
Neun Stationen stehen für Patienten im Jugendalter ab 12/13 Jahren bis zu 18 Jahren, in Ausnahmefällen auch 21 Jahren zur Verfügung. Hier gibt es unterschiedliche Behandlungsschwerpunkte wie:
- Essstörungen (drei Stationen)
- Suchtprobleme (eine Station)
- Schulproblematiken (eine Station)
- Borderline-Persönlichkeitsstörung mit Autoaggressivität (eine Station). Hier wird nach dem DBT-A-Konzept gearbeitet.

Zusätzlich bieten drei zeitweise geschützte Stationen eine besonders intensive Form der Therapie und Betreuung an. Eine dieser Stationen hat den Behandlungsschwerpunkt psychotische Wahnvorstellungen.
Auf den Stationen arbeiten multiprofessionelle Teams aus dem ärztlich-therapeutischen Dienst (ÄTD) und dem Pflege- und Erziehungsdienst (PED), vervollständigt durch Stationspsychologinnen und Stationspsychologen, verschiedene Fachtherapeutinnen und Fachtherapeuten sowie den Sozialdienst.
Der LWL-Wohnverbund Marl betreut auf dem Gelände der LWL-Haardklinik 72 Menschen mit unterschiedlichen Behinderungen und Hilfebedarfen, denen individuell abgestimmte Wohn-, Lebens- und Beschäftigungsmöglichkeiten angeboten werden. Sie reichen von Wohngruppen bis zu ambulanter Betreuung und von Bastelgruppen über Theater- und Musikprojekte bis hin zu Landschaftsgärtnerei. Ebenfalls auf dem Gelände befinden sich eine Kinderkurzzeitbetreuung und eine Tagesförderstätte. In Haltern am See bietet der Wohnverbund in zwei Außenwohngruppen 15 weitere Betreuungsplätze, hinzu kommen weitere 15 Plätze in Dorsten.
Auf dem Gelände ansässig sind außerdem die Intensivwohngruppe Kosmos der Gesellschaft für Jugendhilfe und Familien St. Agnes „Junikum“ für Jungen und Mädchen ab sieben Jahren sowie die Wohngruppe Phoenix der Evangelischen Stiftung Overdyck für psychisch kranke Jugendliche und Erwachsene.

## Historie
Die LWL-Klinik Marl Sinsen wurde etwa im Jahre 1966 durch den LWL erworben. Zuvor befand sich auf dem Gelände die Klinik „Heilstätte Haardheim“, ein Fachkrankenhaus für Knochen- und Gelenktuberkulose in der Trägerschaft des Kreises Recklinghausen.

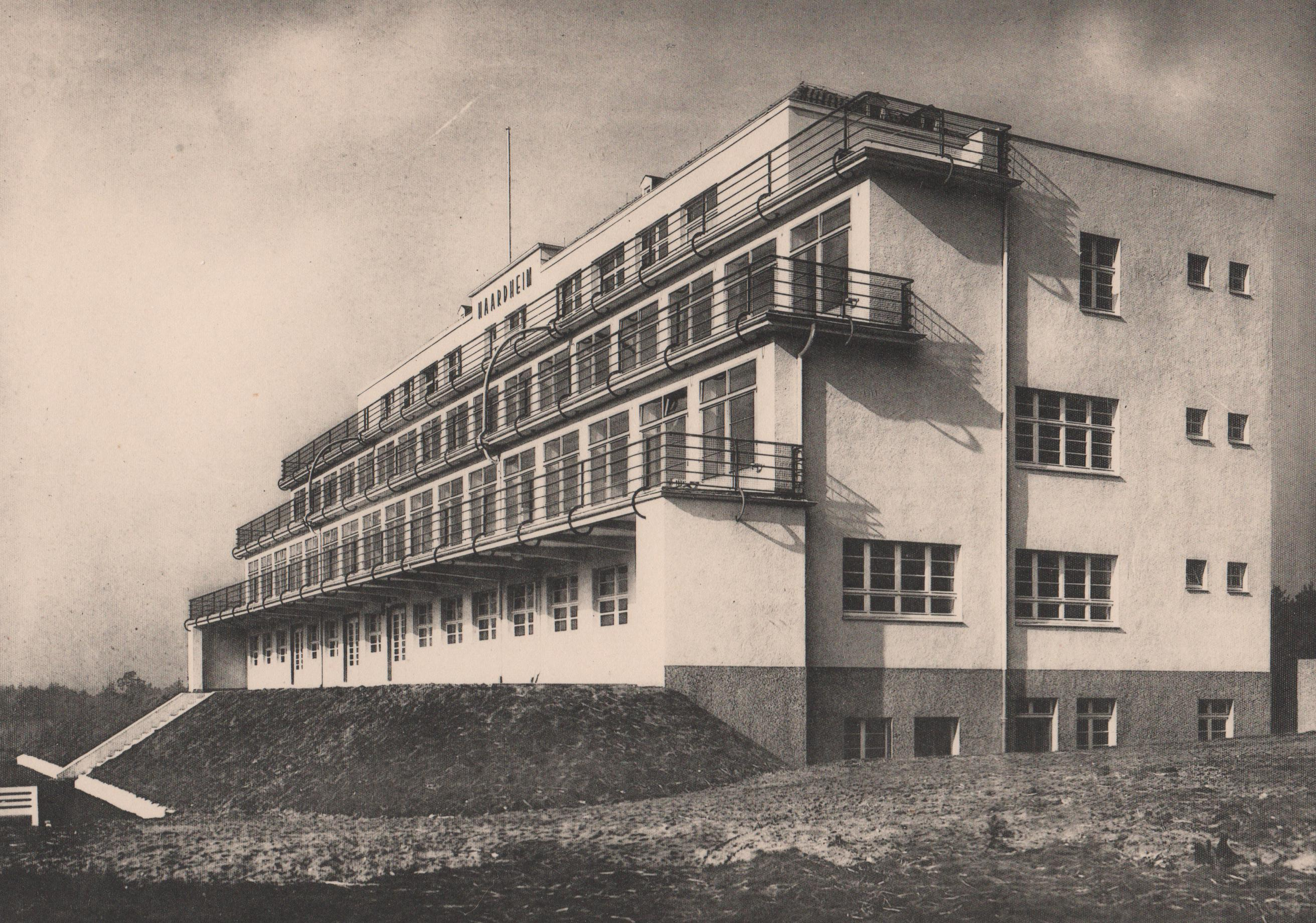
Lungenheilstätte Haardheim bei Marl (1926–1928) entworfen von Georg Metzendorf

Die „Heilstätte Haardheim“ wurde am 1. Oktober 1928 eröffnet, das charakteristische Hauptgebäude wurde durch den damaligen bekannten Architekten Georg Metzendorf entworfen. Das Gebäude existiert noch heute, es wird als Wohnheim genutzt.
Nach vielen Umbauten ab 1968, sowie einer großen Erweiterung des Areals, entstand die heute bekannte LWL Klinik Marl Sinsen.